# Analogno digitalni konvertor
Analogno-digitalni konvertor (ADC) je elektronsko kolo koje ulazni analogni signal pretvara u digitalni oblik.
ADC se primjenjuju u svim digitalnim instrumentima, gdje se rezultat mjerenja analogne veličine prikazuje na cifarskom indikatoru. Ako je digitalni instrument namijenjen samo za prikazivanje izmjerene veličine, tada brzina konverzije nije od značaja, već samo rezolucija, linearnost i tačnost. Za ovu primjenu najpogodniji je ADC sa dvojnom integracijom, koji se odlikuje jednostavnom konstrukcijom, visokom tačnošću (±0.005%), vrlo sporim radom (20 mjerenja/s) i velikom rezolucijom. Tačnost konverzije ADC sa dvojnom integracijom zavisi od tačnosti referentnog napona, a vrijeme konverzije je zanemarljivo malo u poređenju sa vremenom potrebnim da se pročita mjerni rezultat. 
Na slici je prikazana jednostavna blok šema digitalnog voltmetra za jednosmjerni napon. U digitalnom voltmetru se najprije izvrši slabljenje, odnosno pojačanje mjerenog napona, zatim njegovo uobličavanje, da bi se potom obavljalo pretvaranje jednosmjernog napona u digitalni oblik u analogno-digitalnom konvertoru, i na kraju prikazivanje rezultata mjerenja na digitalnom indikatoru.

## AD konvertor sa dvojnom integracijom
ADC sa slike konvertuje samo negativne ulazne napone. Mjereni jednosmjerni napon dovodi se na ulazni oslabljivač (otpornički djelitelj napona) ili pojačavač, gdje se u zavisnosti od vrijednosti pojačava ili slabi, tako da se dobije vrijednost napona Vul unutar normiranog područja. Početak konverzije se zadaje signalom START koji resetuje brojač, a preko kontrolne logike (KL) otvara prekidač P2 i prebacuje prekidač  u položaj 1 (na ulazu integratora je napon –Vul). Sada napon na izlazu iz integratora Vin linearno raste u skladu sa:
{\displaystyle V_{in1}={\frac {1}{RC}}\int _{t_{0}}^{t_{1}}V_{ul}\cdot dt}
Pošto je na ulazu komparatora pozitivan napon, izlaz komparatora postaje K = 1. Brojač počinje da broji, jer se otvara logička I kapija (takt impulsi dolaze na kapiju iz generatora taktnih impulsa). Integraljenje napona se odvija tokom precizno određenog fiksnog vremenskog intervala T1. Njegovo trajanje određuje brojač, i ono odgovara vremenu potrebnom da brojač izbroji maksimalno mogući broj impulsa N1 ( na svim izlazima brojača je visok naponski nivo, odnosno logičke jedinice), pa se generiše impuls CO = 1. Po isteku vremenskog intervala T1, tj u trenutku t1, linearno rastući napon na izlazu iz integratora Vin1 dostigao je maksimalnu vrijednost Vm jednaku:
{\displaystyle V_{m}={\frac {V_{ul}}{RC}}T_{1}}
čime je završen prvi takt integraljenja. Nagib linearno rastućeg napona Vin1 i njegova maksimalna vrijednost Vm direktno su proporcionalni mjerenom naponu. Impuls CO = 1 preko KL prebacuje prekidač  u položaj 2, odnosno priključuje pozitivan referentni napon Vref. Tada izlazni napon integratora počinje linearno da opada, a brojač počinje da broji od nule unutar novog vremenskog intervala T2 = t2 - t1. Linearno opadajući napon Vin2 određen je novom jednakošću: 
{\displaystyle V_{in2}=-{\frac {1}{RC}}\int _{t_{1}}^{t_{2}}V_{ref}\cdot dt}
Nagib linearno opadajućeg napona je konstantan i nezavistan od mjerenog napona. Kada napon integratora opadne na nulu (trenutak t2), komparator zaustavlja brojač (K=0, logičko I kolo sprečava prolazak takt impulsa do brojača), nakon čega KL zatvara prekidač P2. U trenutku t2 napon na izlazu iz integratora je jednak nuli, odnosno:
{\displaystyle V_{in2}=V_{m}-{\frac {V_{ref}}{RC}}T_{2}=0}
Zamjenom Vm u prethodnu jednačinu, dobija se:
{\displaystyle {\frac {V_{ul}}{RC}}T_{1}={\frac {V_{ref}}{RC}}T_{2}}
Za vrijeme T1 brojač je izbrojao  taktnih impulsa periode T0, a za vrijeme T2 brojač je izbrojao  taktnih impulsa. Konačno je:
{\displaystyle N_{2}=N_{1}{\frac {V_{ul}}{V_{ref}}}}
Broj N2 u brojaču proporcionalan je apsolutnoj vrijednosti ulaznog napona. Ne zavisi ni od vremenske konstante RC integratora, ni od periode taktnih impulsa T0. Na tačnost konverzije utiče jedino tačnost referentnog napona.
Na dijagramu je prikazana promjena napona Vin za dvije različite vrijednosti ulaznog napona, . Sa dijagrama se vidi da će za veću apsolutnu vrijednost ulaznog napona, Vin dostići veću vrijednost za isto vrijeme T1, tako da će biti potrebno duže vrijeme da napon integratora padne na nulu, kada je priključen referentni napon Vref.
Ovim ADC postiže se vrlo visoka tačnost i velika rezolucija, a zbog jednostavne konstrukcije, cijena mu je niža od ostalih konvertora. Nedostatak je dugo vrijeme konverzije. Maksimalna apsolutna vrijednost ulaznog napona mora biti manja od referentnog napona, kako ne bi došlo do prekoračenja brojač (tada bi vrijeme T2 bilo duže od T1).
Kao i svako električno kolo tako i ADC ima greške u radu. One se javljaju u procesu konverzije iz jednog domena u drugi, a kao posljedica raznih faktora. Glavni uzroci koji prouzrokuju greške su neidealnost karakteristika pojačavača, starenje elemenata, temperatura okoline, tolerancija, nesimetričnost, uticaj ofseta napona i struje i mnoge druge. U zavisnosti od uzroka postoje razne vrste grešaka, od kojih su najznačajnije: greška kvantizacije, diferencijalna nelinearnost, integralna nelinearnost, ofset greška i greška pojačanja.

## Ulazno analogno kolo
U ulazno analogno kolo digitalnog voltmetra, koji se nalazi od ulaznih priključaka do ADC, spadaju ulazni oslabljivač i pojačavači, podsklopovi za linearizaciju, ukoliko su potrebni i ispravljači naizmjeničnog napona u jednosmjerni i drugi. Mjereni napon se priključuje preko ulaznog oslabljivača, koji je najčešće otpornički djelitelj napona.sa pogodno izabranim otpornicima. Preklopnik, kojim se bira opseg mjerenog napona, jednovremeno priključuje i odgovarajuću LED diodu, koja osvjetljava decimalnu tačku. Obično se nalazi i jedan redno vezan otpornik i dvije diode, koje služe da zaštite ulazni pojačavač od prenapona u slučaju pogrešnog izbora opsega. Ulazni pojačavač može biti invertujući , neinvertujući, jedinični, a za vrlo male napone reda mV diferencijalni ili instrumentacioni pojačavač. 

### Invertujući pojačavač
Izlazni napon je
{\displaystyle V_{i}=-{\frac {R_{2}}{R_{1}}}V_{u}}
Znak “–“ indicira da se na izlazu pojačavača dobija napon suprotnog polariteta, odnosno invertovan napon.

### Neinvertujući pojačavač
Izlazni napon pojačavača je
{\displaystyle V_{i}=\left(1+{\frac {R_{1}}{R_{2}}}\right)V_{u}}
Pojačanje zavisi samo od odnosa otpornosti otpornika koji se mogu odabrati tako da su, praktično, neosjetljivi na uticaje temperature i na druge moguće uticaje. Specijalan slučaj neinvertujućeg pojačavača, za R2→∞ i R1=0, naziva se jedinični pojačavač.
Ovdje su ulazni i izlazni naponi jednaki. Upotrebljava se u kolima kao razdvojni stepen, te predstavlja idealno rješenje kada je potrebno povezati sklop koji ima veoma veliku izlaznu impedansu sa sklopom koji ima malu ulaznu impedansu. Kao takav on sprečava uticaj opterećenja na sam izvor signala. 

### Instrumentacioni pojačavač
Kod pojačanja jednosmjernog napona, direktno spregnuti pojačavači kod kojih se više stepeni pojačanja neposredno vezuju jedan za drugim, predstavljaju idealno rješenje, posebno sa stanovišta donje granične frekvencije. Međutim, pojava drifta u ulaznom stepenu koji se pojačava kroz svaki naredni pojačavački stepen, dovodi do njegovih nedopustivo velikih vrijednosti na izlazu. Zbog toga se za pojačanje jednosmjernog napona primjenjuju diferencijalni pojačavači sa promjenljivim pojačanjem ili instrumentacioni pojačavači. Diferencijalni pojačavač ima izvanredne osobine kako u pogledu potiskivanja signala srednje vrijednosti, tako i u pogledu ulazne otpornosti i ofseta izlaznog napona. Osim toga, diferencijalno pojačanje se može lako podešavati bez ikakvog uticaja na simetriju. Ovo ga čini nezamjenljivim za pojačanje jednosmjernih ili sporopromjenljivih signala u prisustvu smetnji. Kako diferencijalni pojačavači imaju mali drift, gotovo isključivo se primjenjuju kod pojačanja jednosmjernih napona reda mV (npr termonapon).
Pošto je uspostavljena negativna povratna sprega na prvom i drugom operacionom pojačavaču, to su i naponi na njihovim ulazima jednaki
{\displaystyle V'_{1}-V'_{2}=(R_{1}+2R_{2})i=(R_{1}+2R_{2}){\frac {V_{A}-V_{B}}{R_{1}}}=\left(1+2{\frac {R_{2}}{R_{1}}}\right)(V_{A}-V_{B})}
V'1 i V'2 su ulazni naponi diferencijalnog pojačavača čiji je izlazni napon:
{\displaystyle V_{i}=-{\frac {R_{4}}{R_{3}}}\left(V'_{1}-V'_{2}\right)}
Napon na izlazu instrumentacionog pojačavača je:
{\displaystyle V_{i}=-{\frac {R_{4}}{R_{3}}}\left(1+2{\frac {R_{2}}{R_{1}}}\right)\left(V_{A}-V_{B}\right)}
Pojačanje instrumentacionog pojačavača može se mijenjati promjenom otpornosti nekog od otpornika kola. Za tu svrhu najpogodniji je otpornik R1, jer jedino on nije uparen.

## Osnovne komponente ADC sa dvojnom integracijom
Osnovne komponente ADC sa dvojnom integracijom su: integrator, komparator, kontrolna logika, logička kola i brojač.

### Integrator
Integrator sa operacionim pojačavačem je prikazan na slici:
Izlazni napon predstavlja integral ulaznog napona u određenom opsegu. Kako se strujom {\displaystyle i={\frac {V_{u}}{R}}} puni kondenzator, sa smjerom kao na slici, to će napon na izlazu biti:
{\displaystyle V_{i}=-V_{c}=-{\frac {1}{C}}\int _{0}^{t}i\cdot dt=-{\frac {1}{RC}}\int _{0}^{t}V_{u}\cdot dt}
Dovođenjem konstantnog napona na ulaz integratora (Vu = V = const.), može se na njegovom izlazu dobiti napon koji linearno zavisi od vremena:
{\displaystyle V_{i}=-{\frac {1}{RC}}V\,t=k\cdot t}
Prethodna razmatranja važe samo za slučaj kada je prekidač P otvoren. Ukoliko je prekidač P zatvoren, kondenzator se preko njega trenutno prazni, i izlazni napon postaje nula. Prekidač P može biti bilateralni prekidač. U tom slučaju bi se njime moglo upravljati impulsima sa nekog astabilnog multivibratora. Tada bi prekidač bio zatvoren za vrijeme dok impuls traje, dok bi u toku trajanja pauze bio otvoren. Ovdje treba voditi računa da se ulaznim naponom operacioni pojačavač ne dovede u zasićenje, jer bi tada izlazni napon bio konstantan.

### Komparator
Naponski komparator je elektronsko kolo sa ulaznim diferencijalnim analognim ulazom i binarnim izlazom, a služi za poređenje analognog ulaznog napona Vul sa referentnim naponom Vref. U zavisnosti od polariteta diferencijalnog ulaznog napona Vd, izlaz je na visokom V0H ili na niskom V0L logičkom nivou. Na izlazu idealnog operacionog pojačavača mogu se pojaviti samo vrijednosti napona napajanja operacionog pojačavača ili manje. Referentni napon mora da bude manji od napona napajanja operacionog pojačavača.
Kod idealnog komparatora važi:
Ako je Vi između V0L i V0H, onda je Vd = 0. Ukoliko se primijeni operacioni pojačavač sa jednostrukim napajanjem, odnosno kada je  = 0 (komparator nultog nivoa), izlazni napon će imati vrijednosti V0H i nulu.
Pojačanje idealnog komparatora je:
{\displaystyle A_{V}=\lim _{V_{d}\to 0}{\frac {V_{OH}-V_{OL}}{V_{d}}}}
Ako se radi o komparatoru sa konačnim pojačanjem, onda je naponska prenosna karakteristika ovakva:
{\displaystyle V_{i}={\begin{cases}V(1)=V_{OH}\quad &za\quad V_{ul}-V_{ref}>V_{iH}\\V(0)=V_{OL}\quad &za\quad V_{ul}-V_{ref}<V_{iL}\end{cases}}}
Kada je: 
{\displaystyle V_{iI}<V_{ul}-V_{ref}<V_{iH}}
onda je izlazni napon: 
{\displaystyle V_{i}=A_{V}\left(V_{ul}-V_{ref}\right)}, gdje je {\displaystyle A_{V}} konačno pojačanje:
{\displaystyle A_{V}={\frac {V_{OH}-V_{OL}}{V_{iH}-V_{iL}}}}

### Kontrolna logika
Jedno rješenje kontrolne logike kod ADC sa dvojnom integracijom prikazano je na slici. Sastavljena je od od RS i D flipflopova, monostabilnog multivibratora i logičkih I kola.
Impuls START postavlja izlaz prvog i drugog flipflopa na Qs1 = Qs2 = 1 i resetuje brojač, a napon integratora počinje da raste. Brojač počinje da broji od trenutka to kada je zbog pozitivnog napona Vin, K = 1. Nakon što je brojač izbrojao maksimalan broj impulsa naredni CLK, u trenutku t1, generiše signal CO i postavlja sve nule na brojaču. 
Impuls CO resetuje drugi RS flipflop, tako da se prebaci prekidač {{{1}}} na Vref i napon integratora počinje da opada. Brojač broji od trenutka t1 do trenutka t2 kada napon Vin opadne na nulu. Tada je K = 0, što zaustavlja dalje brojanje i pobuđuje monostabilni multivibrator MMV. U brojaču je ostao zapamćen rezultat konverzije N2. Signalom Qm = EOC iz multivibratora označava se kraj konverzije, a Qˉm=0 resetuje prvi RS flipflop. Ako je  za vrijeme kada je Qs2 = 1 pojaviće se impuls CO, koji će postaviti izlaz D flipflopa na  = 1, što označava da je došlo do prekoračenja opsega, pa se zadavanjem nove konverzije resetuje D flipflop prekoračenja. 
Generator takta impulsa je astabilni multivibrator čija je učestanost u opsegu 150-200 kHz.

## Brojač
Izlazni signal binarnog tipa iz ADC se nakon prolaska kroz logičko kolo, koje određuje vremenski interval u kome impulsi prolaze, obrađuje u brojaču mjerenjem broja impulsa u kojem se nalazi mjerena informacija. Jedno rješenje sklopa brojač-indikator prikazano je na slici, gdje se izlazni signal binarnog tipa iz brojača pretvara u dekadni broj, da bi se prikazao na dekadnom indikatoru. Binarni signali iz brojača se veoma brzo mijenjaju, pa je potrebna kratkotrajna memorija, koja za kratko vrijeme pamti binarni broj prije njegovog prenosa u dekoder. Slika prikazuje podsklopove koji odgovaraju samo jednoj dekadi, odnosno samo jednoj cifri na indikatoru.
Najčešće se primjenjuju brojači koji broje impulse u BCD nizu, i sastoje se od flipflopova, obično RST ili JK tipa. Oni su u binarnom brojaču spojeni kaskadno, pa promjena stanja jednog flipflopa od 1 na 0, izaziva promjenu stanja sljedećeg flipflopa. To smanjuje broj impulsa iza svakog flipflopa za dva puta, odnosno svaki flipflop dijeli broj impulsa sa dva. Da bi se binarnim brojačem izbrojalo 10 impulsa (brojanje u dekadnom brojnom sistemu) treba povezati četiri flipflopa. Na taj način dobija se dijeljenje sa 16, pa je neophodno da se pomoću jednog logičkog kola nakon desetog impulsa binarni brojač resetuje. Na ovaj način se od binarnog brojača dobija dekadni brojač, koji je prikazan na slici. 
Kratkotrajna memorija je D flipflop, sa dva ulaza D i Cl. Kada su svi impulsi prošli kroz dekadne brojače, na ulaze Cl kratkotrajnih memorija dolazi jedan kratak impuls logičkog stanja 1, u toku čijeg trajanja se uzimaju informacije o stanjima brojača i odmah prenose sa ulaza D na izlaze Q, a odatle na ulaz dekodera. U toku trajanja logičke nule na ulazu Cl kratkotrajna memorija zadržava dobijene podatke o stanjima brojača za vrijeme cijelog sljedećeg ciklusa brojanja. Logičko stanje 0 na izlazu NI kola, prenosi se na izlaz Q kratkotrajne memorije, tek onda kada se logičko stanje na ulazu Cl promijeni sa 0 na 1. Dekoderi, koji se nalaze između KM i digitalnog indikatora pretvaraju informaciju iz binarnog brojnog sistema u dekadni brojni sistem.

## Literatura
- Bagarić, I. (1996). „Metrologija električnih veličina“. Beograd.
- S. Sedra, Adel; Kenneth C. Smith (2004). „Microelectronic circuits“.
- Stanković, S.; R. Laković (1999). „Elektronika“.
- Živković, D.; Popović M. (1992). „Impulsna i digitalna elektronika“. Beograd.
- Allen, Phillip E.; Holberg, Douglas R., CMOS Analog Circuit Design, ISBN 978-0-19-511644-1
- Kester, Walt, ур. (2005), The Data Conversion Handbook, Elsevier: Newnes, ISBN 978-0-7506-7841-4, Архивирано из оригинала 07. 10. 2016. г., Приступљено 15. 07. 2012
- Johns, David; Martin, Ken, Analog Integrated Circuit Design, ISBN 978-0-471-14448-9
- Knoll, Glenn F. (1989), Radiation Detection and Measurement (2nd изд.), New York: John Wiley & Sons, стр. 665—666
- Liu, Mingliang, Demystifying Switched-Capacitor Circuits, ISBN 978-0-7506-7907-7
- Nicholson, P. W. (1974), Nuclear Electronics, New York: John Wiley & Sons, стр. 315—316
- Norsworthy, Steven R.; Schreier, Richard; Temes, Gabor C. (1997), Delta-Sigma Data Converters, IEEE Press, ISBN 978-0-7803-1045-2
- Razavi, Behzad (1995), Principles of Data Conversion System Design, New York, NY: IEEE Press, ISBN 978-0-7803-1093-3
- Staller, Len (24. 2. 2005), „Understanding analog to digital converter specifications”, Embedded Systems Design
- Walden, R. H. (1999), „Analog-to-digital converter survey and analysis”, IEEE Journal on Selected Areas in Communications, 17 (4): 539—550, ISSN 0733-8716, doi:10.1109/49.761034